# Međugorski fenomen
Ukazanja u Međugorju započela su 24. lipnja 1981. godine kada je šestero djece, Ivanka Ivanković, Mirjana Dragićević, Vicka Ivanković, Ivan Dragićević, Ivan Ivanković i Milka Pavlović izvijestilo o ukazanju Majke Božje na brdu Crnica u Međugorju. Institucijska tijela vatikanske Kongregacije za nauk vjere do danas o navodnim ukazanjima nisu ponudila službeni stav (osim dopisa koji je objavio T. Bretone, tajnik Kongregacije za nauk vjere). Od službenih crkvenih dokumenata o ukazanjima postoji tek Izjava Biskupske konferencije bivše Jugoslavije, koja je 10. travnja 1991. u Zadru zaključila: "Na temelju dosadašnjeg istraživanja ne može se ustvrditi da se radi o nadnaravnim ukazanjima i objavama", ali postoje brojne knjige i osvrti svećenika, biskupa i nadbiskupa izravno povezanih s istraživanjima toga događaja.
Prva ukazanja dogodila su se neposredno nakon sukoba između franjevačke provincije i biskupije u Mostaru. Suprotno dekretu iz 1975. i dogovoru između biskupa Žanića i franjevačkoga provincijala Pejića, dvojica franjevaca nastavila su svećenički djelovati u filijalama koje su pripale novopodignutoj katedralnoj župi. Po mišljenju dr. Mate Zovkića, spomenuti je sukob imao izravan utjecaj na događaje u lipnju 1981. godine.
Ukazanja šestero vidjelaca nastavila su se i sljedećih godina, a s povećanim brojem ukazanja Međugorje je postalo jedno od najposjećenijih marijanskih hodočasničkih odredišta u svijetu. Međutim, u idućim godinama sve učestalija viđenja više nisu bila vezana samo uz Međugorje. Vidjelice i vidioci počeli su obilaziti po svijetu, a ukazanja su im se nastavila pričinjati bez obzira gdje se nalazili.

## Stav socijalističkih vlasti i progon
Franjevci i svećenici Tomislav Vlašić, Jozo Zovko, Slavko Barbarić i Ljudevit Rupčić upozoravali su na progon jugoslavenskih službi, i na njihova nastojanja da se informacije o Međugorju prestanu širiti. 
Visoki dužnosnik SR BiH i partijski ideolog Branko Mikulić svom je govoru na Tjentištu 4. srpnja 1981., na ondašnji državni praznik Dan borca, okupljenim novinarima bez ustezanja izjavio "da su međugorsku Gospu izmislili kleronacionalisti". I drugi su visoki komunistički dužnosnici u SR BiH nastojali umanjiti važnost ukazanja ili ih ismijati u javnom prostoru. Ondašnji član Predsjedništva SRBiH Ivo Jerkić na jednome je skupu u Čitluku jasno zaprijetio, etiketiravši međugorski događaj i ljude u svezi s njime još težim atributom - ustaštva, otvoreno navješćujući sudsku presudu: "Očigledno je da ono što se događa i kaže u raznim propovijedima, ispisanim parolama na raznim predmetima, pa sve do ustaških pjesama na povratku s proštenja, ne spada u domene vjere. Ako to ima političku boju i ako se želi manifestirati politički, onda se i mi s tim pravom miješamo u taj posao." Nedugo nakon Jerkićevih izjava, iste večeri (17. kolovoza 1981.), fra Jozo Zovko uhićen je i odveden u istražni zatvor mostarskog Okružnog suda.
Pred sudom je fra Jozu Zovka branio odvjetnik Milan Vuković. Namješteni sudski postupak koji je uslijedio bio je jedinstven po tome što je sadržaj Svetog pisma (Biblije) postao dijelom optužbe i kazne koju je sud izrekao jednom fratru, za tekst koji fratri i svi ini službenici Katoličke Crkve svakodnevno čitaju.Ondašnje jugoslavenske komunističke vlasti nadale su se uhićenjem fra Joze Zovka zataškati Međugorska ukazanja i zaustaviti priljev hodočasnika iz cijelog svijeta u Međugorje.

## Stav Crkve
Biskupska konferencija Jugoslavije održana u Zadru od 9. do 11. travnja 1991. godine dala je izjavu (navodim dvije rečenice):
Na temelju dosadašnjeg istraživanja ne može se ustvrditi da se radi o nadnaravnim ukazanjima i objavama. Međutim, brojna okupljanja vjernika s raznih strana koji u Međugorje dolaze potaknuti i vjerskim i nekim drugim motivima, zahtijevaju pozornost i pastoralnu skrb u prvom redu dijecezanskog biskupa, a s njim i drugih biskupa, kako bi se u Međugorju, i povezano s njime, promicala zdrava pobožnost prema Blaženoj Djevici Mariji, u skladu s učenjem Crkve.
Teološki problemi
Poruke koje je Gospa preko vidioca slala već prvih nekoliko mjeseci bile su u suprotnosi s temeljima kršćanske vjere i Katoličke crkve. Primjerice, "Gospa" djeci otkriva da je uzašla u nebo prije smrti (teološki problem o kojem se u Crkvi raspravlja više od tisuću godina). "Gospa" govori da su "sve vjere pred Bogom iste" (vidjelica ovdje ne prenosi odgovor na upit jesu li sve vjere "dobre", nego skolastički razlučuje da su sve vjere pred Bogom "iste"). Mnoštvo je sličnih primjera u kojima djeca ("vidioci") daju potpuno infantilne komentare i navodne odgovore koje su čuli od "prikaze".

## Međugorska ukazanja u popularnoj kulturi
Prema događanjima u Međugorju 1981. Jakov Sedlar je snimio 1995. film Gospa. Ulogu fratra Joze Zovka kojeg ispituje milicija tumačio je Martin Sheen. Hrvatski filmski kritičari i novinari koji su o filmu pisali gotovo su ga jednoglasno ocijenili infantilnim, nedovoljno kvalitetnim i neistinitim.
Hrvatski strip–crtač Julio Radilović nacrtao je i izdao 1989., po scenariju Ive Miličevića, strip o međugorskim ukazanjima Međugorje; Gospa i djeca na šest jezika (uključujući hrvatski).

## Vanjske poveznice
Mrežna mjesta
- www.medjugorje.hr
- www.medjugorje-info.com
- Obilježja hodočasnika u Međugorju - motivi i značenje hodočašća, Grupa autora